# 南洮南站
南洮南站是位于吉林省洮南市洮府乡的一个铁路车站，邮政编码137100。车站建于1923年，有平齐铁路经过该站，现不办理客货运业务，车站及其上下行区间均未电气化。车站距离四平站312公里，隶属哈尔滨铁路局，是五等站。